# Torrequemada
Torrequemada è un comune spagnolo di 594 abitanti situato nella comunità autonoma dell'Estremadura.